# Kochin
Kochin er en tung hønserace, som stammer fra Kina.
I Kina var den kendt allerede i 1300-tallet under navnet cochin-china, men den kom ikke til Europa før 1800-tallet.  Den blev hurtigt kendt på udstillinger, og det er den stadig. Hønsene er ikke gode æglæggere, og de lægger små æg i forhold til deres størrelse, men de ruger villigt og er gode mødre, også med ællinger og gæslinger. Kyllingerne er robuste og vokser langsomt, og det tager ca. ti måneder før de er fuldvoksne og lægger æg. Kochin har i dag størst betydning for fremavling af nye racer. Den er en stor race med et meget roligt temperament, og den kræver ikke meget plads at bevæge sig på. Den er lidt langsom, og det giver den en magelig måde at bevæge sig på. Den har en tæt fjerdragt, noget som får den til at se meget stor ud. Kochin findes ikke som dværg, selvom der findes en race som hedder Dværgkochin, men navnet er alt det de har til fælles. Æggene er brungule og vejer 53 gram. Hanen vejer 3,5–5,5 kg, og hønen vejer 3–4,5 kg.